# Hammers Łaziska Górne 2019
Questa voce raccoglie le informazioni riguardanti gli Hammers Łaziska Górne nelle competizioni ufficiali della stagione 2019.

## Roster
| Roster degli Hammers Łaziska Górne (2019) |
| --- |
| Quarterback - 10 Patryk Szach Running Back - 23 Damian Suchanek - 24 Mateusz Kustoś - 28 Stanisław Hanzel - 41 Jakub Szojda Wide Receiver - 35 Tomasz Suchanek - 40 Kamil Tużnik - 50 Rafał Pasieka - 83 Konrad Skrzypczyk - 86 Dawid Janik Offensive Linemen - Filip Weseli OT - Piotr Adamek C - 51 Borys Harasimowicz C - 54 Piotr Kaczyński OT - 63 Rafał Apostel OG - 69 Aleksander Leksza OT - 72 Kevin Jabłoński OT - 75 Grzegorz Kobos OG - 80 Michał Dobaj OT - 98 Łukasz Piela OG Defensive Linemen - Tomasz Tomaszewski DE - 50 Krzysztof Żur DT - 50 Jakub Wondkowski - 71 Bartosz Turalski DL/LB - 78 Rafał Kobylański - 79 Tomasz Gustyn DE - 91 Paweł Kołodziejski DT - 96 Łukasz Suder DT Linebacker - Jakub Strzoda - 13 Robert Słowioczek - 23 Szymon Szlosarek - 31 Piotr Wiatrak - 82 Mateusz Kostyra Defensive Back - Sebastian Botor CB - Jakub Cieślak CB - Karol Szczepek CB - 7 John Holloway FS - 11 Tomasz Bednorz CB - 21 Dominik Pasieka SS - 29 Tomasz Łabejszo SS - 39 Kamil Błąkała CB - 40 Patryk Konicki CB - 81 Kamil Łuc CB Special Team - 30 Adam Bryłka K Coaching staff Rafał Grabowski (HC) |

## Liga Futbolu Amerykańskiego 2 2019

### Stagione regolare
| Łaziska Górne 25 maggio 2019, ore 14:30 | Hammers Łaziska Górne | 12 – 6 referto | Przemyśl Bears | Boisko Polonii Łaziska\| Arbitro: \| Grabarek \| |
| Arbitro:                                | Grabarek              |                |                |                                                  |

| Lublino 9 giugno 2019, ore 14:30 | Tytani Lublin | 34 – 19 referto | Hammers Łaziska Górne | Stadion Lekkoatletyczny w Lublinie |

| Rzeszów 14 luglio 2019, ore 13:00 | Rzeszów Rockets | 53 – 0 (22-0 19-0 6-0 6-0) referto | Hammers Łaziska Górne | Stadion Resovii (boisko boczne) |

| Łaziska Górne 20 luglio 2019, ore 14:30 | Hammers Łaziska Górne | 30 – 64 referto | Silesia Rebels | Boisko Polonii Łaziska |

| Chorzów 4 agosto 2019, ore 13:30 | Silesia Rebels | 50 – 0 referto | Hammers Łaziska Górne | Stadion Śląski (boisko boczne) |

| Łaziska Górne 10 agosto 2019 | Hammers Łaziska Górne | 39 – 16 referto | Tytani Lublin | Boisko Polonii Łaziska |

| Łaziska Górne 24 agosto 2019, ore 15:00 | Hammers Łaziska Górne | 24 – 47 referto | Rzeszów Rockets | Boisko Polonii Łaziska |

| Przemyśl 8 settembre 2019, ore 15:00 | Przemyśl Bears | 12 – 20 referto | Hammers Łaziska Górne | Stadion im. mjr. Mieczysława Słabego |

## Statistiche di squadra
| Competizione      | %Vittorie | In casa | In casa | In casa | In casa | In casa | In casa | In trasferta | In trasferta | In trasferta | In trasferta | In trasferta | In trasferta | Totale | Totale | Totale | Totale | Totale | Totale |
| Competizione      | %Vittorie | G       | V       | N       | P       | Pf      | Ps      | G            | V            | N            | P            | Pf           | Ps           | G      | V      | N      | P      | Pf     | Ps     |
| ----------------- | --------- | ------- | ------- | ------- | ------- | ------- | ------- | ------------ | ------------ | ------------ | ------------ | ------------ | ------------ | ------ | ------ | ------ | ------ | ------ | ------ |
| Stagione regolare | .375      | 4       | 2       | 0       | 2       | 105     | 133     | 4            | 1            | 0            | 3            | 39           | 149          | 8      | 3      | 0      | 5      | 144    | 282    |
| Totale            | .375      | 4       | 2       | 0       | 2       | 105     | 46      | 4            | 1            | 0            | 3            | 39           | 149          | 8      | 3      | 0      | 5      | 144    | 282    |